# Bocenago
Bocenago é uma comuna italiana da região do Trentino-Alto Ádige, província de Trento, com cerca de 372 habitantes. Estende-se por uma área de 8 km², tendo uma densidade populacional de 47 hab/km². Faz divisa com Spiazzo, Strembo, Caderzone, Massimeno, Stenico, Montagne e Bleggio Inferiore.